# محمد أبو الأنوار
محمد أبو الأنوار محمد علي (1351 هـ / 1932 - 2009م) أستاذ جامعي مصري وأحد أساتذة الأدب العربي وتاريخه في كلية دار العلوم جامعة القاهرة.
وُلد محمد أبو الأنوار محمد علي بـ فاقوس محافظة الشرقية. حصل على ليسانس اللغة العربية وآدابها من كلية دار العلوم بجامعة القاهرة عام 1960م، ثم حصل على درجة الماجستير عام 1966م، والدكتوراه عام 1971م من الجامعة نفسها. التحق بالعمل الاكاديمي منذ تخرجه، وتدرج في المناصب حتى أصبح أستاذا للأدب العربي في قسم الدراسات الأدبية في كلية دار العلوم في عام 1980م وتبوأ رئاسة القسم عام 1985م.
عمل لأعوام عدة في تدريس الأدب العربي في جامعات مصر والسودان والمملكة العربية السعودية وظل يبذل نشاطاً فكرياً وثقافيا في بلاده مثل عضويته في العديد من اللجان العلمية والثقافية والأدبية. عضو مؤسس في اتحاد الكتاب بمصر فضلاً عن مشاركته العميقة في المنتديات واللقاءات والوسائط الإعلامية المختلفة. نشر أكثر من عشرة كتب تناولت الأدب العربي القديم والحديث، علاوة على العديد من البحوث العلمية والمقالات الأدبية.
من أبرز أعماله بحوثه في الأدب العربي الحديث، وخاصة في كتابه القيم (مصطفى لطفي المنفلوطي: حياته وأدبه) الذي يقع في ثلاثة أجزاء تناول فيه شخصيه أدبية فذة، لها أثرها في الأدب العربي المعاصر، فجاء عمله إسهاماً جاداً يتسم بالموضوعية والتقصي والدقة في توثيق النصوص ودراستها. ومن كتبه التي كان يعتز بها: «الحوار الأدبي حول الشعر»، وهو رسالته للدكتوراه (1971م) عن المعارك الأدبية التي دارت حول الشعر وقضاياه الفنية في مصر من عام (1900 ـ 1950م)، وتناول الكتاب بالشرح والتحليل جميع المعارك التي دارت على صفحات الصحف (أو في الكتب)، ومنها معارك العقاد والمازني مع أعلام المحافظين مثل أحمد شوقي وحافظ إبراهيم. كان من كتاب مجلة «الهلال» في عقد السبعينيات من القرن الماضي، وهو العقد الذي شهد نشاطاته في الندوات الأدبية في دار الأدباء بشارع القصر العيني.
له نشاطات ثقافية وعلمية عديدة حيث انتدب مستشارًا ثقافيًا لجامعة القاهرة 1980م، كما انتدب للعمل أمين لجنة التراث بالمجلس الأعلى للثقافة وعضو لجنة الدراسات الأدبية بالمجلس، كما عمل عضوًا بلجنة تأليف الكتب والمناهج ولجنة المناهج والتربية الدينية بوزارة التربية والتعليم، وهو عضو بالمجلس الأعلى للشؤون الإسلامية لجنة التراث. كما عمل عدة أعوام أستاذًا لمادة الأدب واللغة في جامعة أم القرى بـ مكة المكرمة.
من مؤلفاته في حقل الدراسات الأدبية مصطفى لطفي المنفلوطي وكان موضوع أطروحته التي نال بها الدكتوراه عام 1970م وهو البحث الذي نال عنه جائزة الملك فيصل العالمية عام 1995م؛ قراءة في الشعر العربي الحديث؛ الشعر العباسي؛ الشعر الجاهلي؛ من قضايا الأدب الجاهلي.
له نشاطات جامعية عديدة، رأس اتحاد طلاب الكلية عدة أعوام، وأسهم في تنشيط فعالية العمل الثقافي بين الطلاب في مجالات مختلفة، وحاضر في كليات أخرى وتولَّى تدريس مادة الأدب واللغة لطلاب كلية الإعلام جامعة القاهرة وبعض الجامعات الأخرى، بالإضافة إلى مساهماته في مؤتمرات وندوات محلية وعربية عن الأدب والتراث والأصالة والمعاصرة.
حاز جائزة الملك فيصل العالمية للأدب والدراسات اللغوية عام 1415 هـ / 1995م.